# Ditmarsken (1780)
 For alternative betydninger, se Ditmarsken. (Se også artikler, som begynder med Ditmarsken)
Ditmarsken (1780) var et dansk orlogsskib bygget på Nyholm i 1780 og udgået i 1807.
| Længde:    | 158'       |
| Bredde:    | 43'        |
| Dybgang:   | 19'        |
| Besætning: | 559 mand   |
| Bevæbning: | 60 kanoner |